# Мифологический словарь (1959—1994)
Мифологи́ческий слова́рь — однотомный энциклопедический словарь по древнегреческой и древнеримской мифологии.
Вышел в 1959 году. Выдержал 5 изданий (1959, 1961, 1965, 1985, 1994), опубликованных в издательстве «Просвещение», а также был издан в Минске (1985) и Ереване (1989).
Авторский коллектив:
М. Н. Ботвинник, М. А. Коган, М. Б. Рабинович, Б. П. Селецкий.
Многие статьи энциклопедии вошли в двухтомник «Мифы народов мира», и в одноимённый «Мифологический словарь» под редакцией Е. М. Мелетинского.

## Выходные данные изданий
1. Мифологический словарь / авт.-сост. М. Н. Ботвинник, М. А. Коган, М. Б. Рабинович, Б. П. Селецкий. — 1-е изд. — Л.: Учпедгиз. Ленингр. отд-ние, 1959. — 227 с. — 52 000 экз.
2. Мифологический словарь / авт.-сост. М. Н. Ботвинник, М. А. Коган, М. Б. Рабинович, Б. П. Селецкий. — 2-е изд. — Л.: Учпедгиз. Ленингр. отд-ние, 1961. — 292 с. — 92 000 экз.
3. Мифологический словарь / авт.-сост. М. Н. Ботвинник, М. А. Коган, М. Б. Рабинович, Б. П. Селецкий. — 3-е изд. — М.: Просвещение, 1965. — 300 с.
4. Мифологический словарь: Кн. для учителя / авт.-сост. М. Н. Ботвинник, М. А. Коган, М. Б. Рабинович, Б. П. Селецкий. — 4-е изд. — М.: Просвещение, 1985. — 176 с. — 311 000 экз.
  - Мифологический словарь: Кн. для учителя / Перевод. Авт.-сост. М. Н. Ботвинник, М. А. Коган, М. Б. Рабинович, Б. П. Селецкий. — 4-е изд. — Ереван, 1985. — 176 с.
  - Мифологический словарь / авт.-сост. М. Н. Ботвинник, М. А. Коган, М. Б. Рабинович, Б. П. Селецкий. — 4-е изд. — Минск: «Университетское», 1989. — 255 с. — 50 000 экз. — ISBN 5-7855-0267-4.
5. Мифологический словарь: Кн. для учащихся / авт.-сост. М. А. Коган, Б. П. Селецкий. — 5-е изд. — М.: Просвещение, 1994. — 191 с. — 40 000 экз. — ISBN 5-09-003812-0.